# Friedrich von Adelung
Friedrich von Adelung (Stettin, 25 de fevereiro de 1768 – São Petersburgo, 30 de janeiro de 1843) foi historiador, bibliógrafo, orientalista, linguista, jurista e filósofo russo de origem alemã. Mais conhecido por suas obras no campo da bibliografia sobre o idioma sânscrito e pelos seus registros sobre os Tempos Difíceis ocorridos na Rússia entre 1598 e 1613.

## Obras
- 1820 - die Übersicht aller bekannten Sprachen und ihrer Dialekte, São Petersburgo
- 1827 - August Freiherr von Meyerberg und seine Reisen in Rußland, (Augusto, Barão de Meyerberg e suas viagens pela Rússia, São Petersburgo), 1827.
- 1830 – Versuch einer Literatur der Sanskrit - Sprache (Literatura para aprender sobre o idioma sânscrito)
- 1837 – Bibliotheca Sanscrita: Literatur der Sanskrit-Sprache
- 1846 – Kritisch-literärische Übersicht der Reisenden in Russland bis 1700 (Panorama crítico literário sobre os viajantes na Rússia até 1700.)